# Hervé Flandin
Hervé Flandin (Modane, 4 de junio de 1965) es un deportista francés que compitió en biatlón.
Participó en los Juegos Olímpicos de Lillehammer 1994, obteniendo una medalla de bronce en la prueba por relevos. Ganó tres medallas en el Campeonato Mundial de Biatlón, en los años 1990 y 1995.

## Palmarés internacional
| Juegos Olímpicos   | Juegos Olímpicos      | Juegos Olímpicos  | Juegos Olímpicos |
| Año                | Lugar                 | Medalla           | Prueba           |
| ------------------ | --------------------- | ----------------- | ---------------- |
| 1994               | Lillehammer (Noruega) | Medalla de bronce | Relevo           |
| Campeonato Mundial |                       |                   |                  |
| Año                | Lugar                 | Medalla           | Prueba           |
| 1990               | Oslo (Noruega)        | Medalla de plata  | Relevo           |
| 1990               | Oslo (Noruega)        | Medalla de bronce | Equipo           |
| 1995               | Antholz (Italia)      | Medalla de plata  | Relevo           |